# Hulluch
Hulluch (prononcer [yly]) est une commune française située dans le département du Pas-de-Calais en région Hauts-de-France. Ses habitants sont appelés les Hulluchois. La commune est membre de la communauté d'agglomération de Lens-Liévin.
La commune d'Hulluch (nom officiel depuis 1801), située dans l'est du département du Pas-de-Calais, à 6 km, à vol d'oiseau, au nord de la commune de Lens, est une commune du bassin minier du Nord-Pas-de-Calais. C'est une commune de type ceinture urbaine selon l'Insee, appartenant à l'unité urbaine de Béthune, avec une population de 3 377 habitants au dernier recensement de 2022, elle connait un pic de population en 1968 avec 3 995 habitants..
L'histoire de la commune est étroitement liée à l'exploitation du charbon. Depuis 2012, la valeur universelle et historique du bassin minier du Nord-Pas-de-Calais est reconnue et inscrite sur la liste du patrimoine mondial de l’UNESCO, parmi les 353 sites du bassin minier inscrits au patrimoine mondial de l’UNESCO, un site se trouve dans la commune.
À la suite de la Première Guerre mondiale et des destructions subies par la commune, elle est décorée de la croix de guerre 1914-1918.

## Géographie

### Localisation
Localisée dans l'est du département du Pas-de-Calais, Hulluch est une commune située, à vol d'oiseau, à 5 km au sud de la commune de La Bassée et à 6 km au nord de la commune de Lens (chef-lieu d'arrondissement), sur l’ancienne voie romaine (Arras/ Estaires/ Cassel).
Le territoire de la commune est limitrophe de ceux de cinq communes.
Les communes limitrophes sont Douvrin, Bénifontaine, Haisnes, Loos-en-Gohelle et Wingles.

### Géologie et relief
La superficie de la commune est de 5,74 km2 ; son altitude varie de 21  à   51 m.

### Hydrographie
Le territoire de la commune est situé dans le bassin Artois-Picardie.
C'est dans la commune que le flot de Wingles amont, un cours d'eau naturel non navigable de 6,75 km, prend sa source et se jette dans le canal de la Deûle au niveau de la commune de Meurchin.

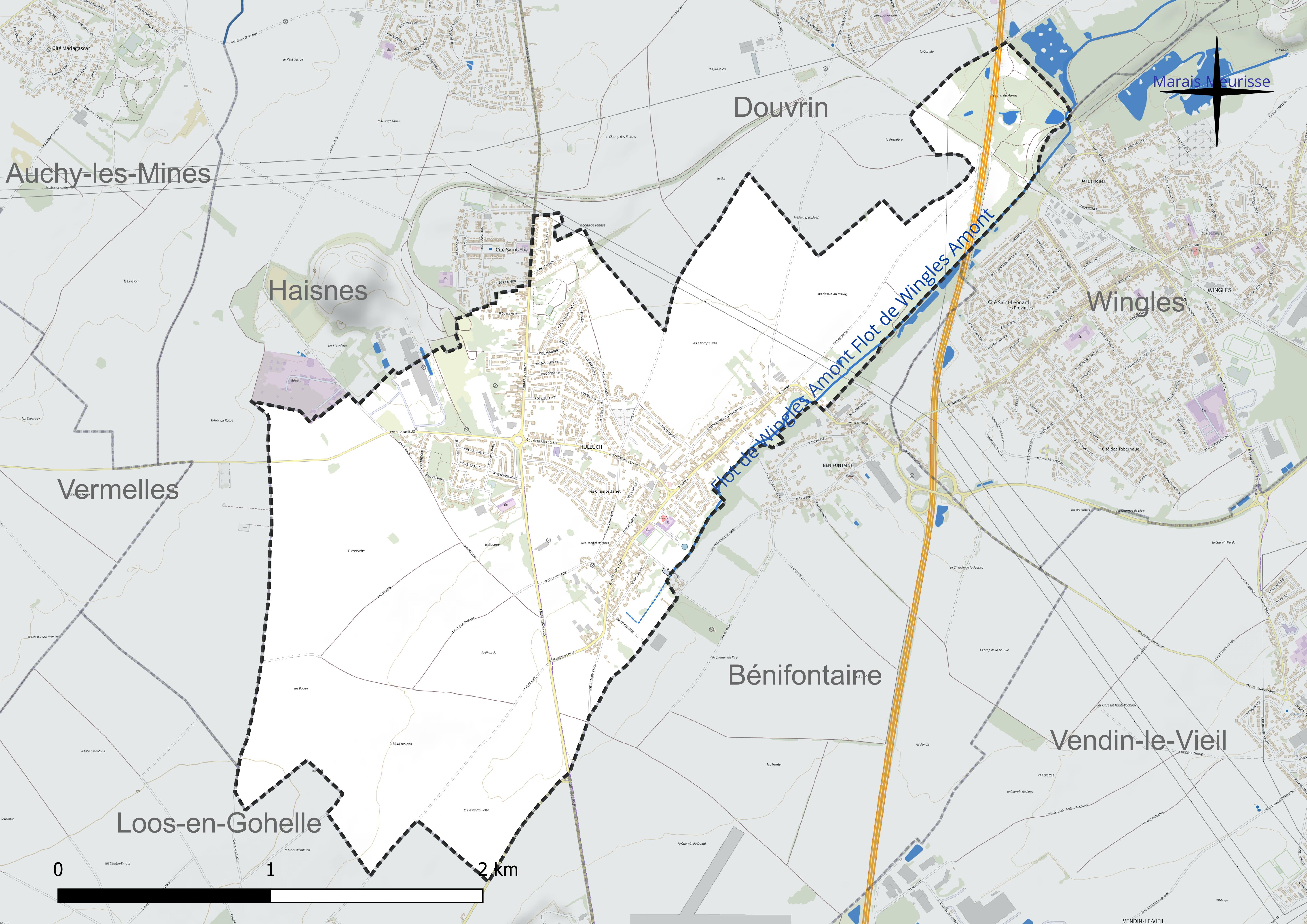
Réseau hydrographique d'Hulluch.

### Climat
Pour des articles plus généraux, voir Climat des Hauts-de-France et Climat du Pas-de-Calais.
En 2010, le climat de la commune est de type climat océanique dégradé des plaines du Centre et du Nord, selon une étude du CNRS s'appuyant sur une série de données couvrant la période 1971-2000. En 2020, Météo-France publie une typologie des climats de la France métropolitaine dans laquelle la commune est exposée à un climat océanique et est dans la région climatique Nord-est du bassin Parisien, caractérisée par un ensoleillement médiocre, une pluviométrie moyenne régulièrement répartie au cours de l’année et un hiver froid (3 °C).
Pour la période 1971-2000, la température annuelle moyenne est de 10,5 °C, avec une amplitude thermique annuelle de 14,3 °C. Le cumul annuel moyen de précipitations est de 707 mm, avec 12,2 jours de précipitations en janvier et 8,6 jours en juillet. Pour la période 1991-2020, la température moyenne annuelle observée sur la station météorologique la plus proche, située sur la commune de Douai à 23 km à vol d'oiseau, est de 11,0 °C et le cumul annuel moyen de précipitations est de 729,2 mm,. Pour l'avenir, les paramètres climatiques de la commune estimés pour 2050 selon différents scénarios d'émission de gaz à effet de serre sont consultables sur un site dédié publié par Météo-France en novembre 2022.

### Milieux naturels et biodiversité

#### Zones naturelles d'intérêt écologique, faunistique et floristique
L’inventaire des zones naturelles d'intérêt écologique, faunistique et floristique (ZNIEFF) a pour objectif de réaliser une couverture des zones les plus intéressantes sur le plan écologique, essentiellement dans la perspective d’améliorer la connaissance du patrimoine naturel national et de fournir aux différents décideurs un outil d’aide à la prise en compte de l’environnement dans l’aménagement du territoire.
Le territoire communal comprend une ZNIEFF de type 1 : le terril et le marais de Wingles. Ce site se localise dans la dépression alluviale du Flot de Wingles, au nord de la ville de Lens, ancienne friche industrielle réaménagée en espace de loisirs, celui-ci est traversé par la RD 165 E et une voie ferrée.
et une ZNIEFF de type 2 : la basse vallée de la Deûle entre Wingles et Emmerin. La basse vallée est très morcelée et présentes des végétations hygrophiles eutrophes mais présentant encore un grand intérêt écologique, notamment avifaunistique en raison du contexte géographique,.

Carte des ZNIEFF de type 1 et 2 sur la commune
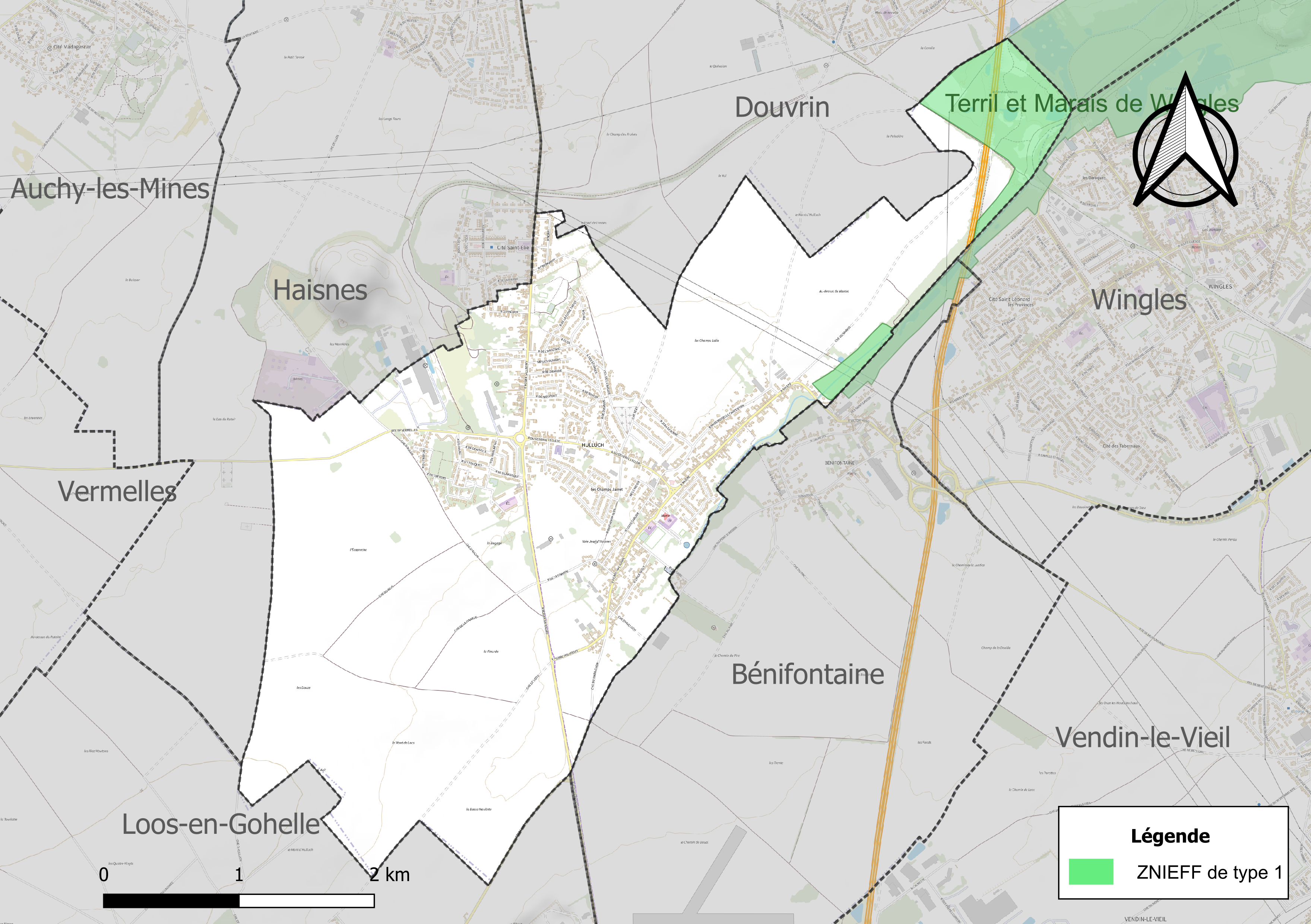
Carte de la ZNIEFF de type 1 sur la commune.
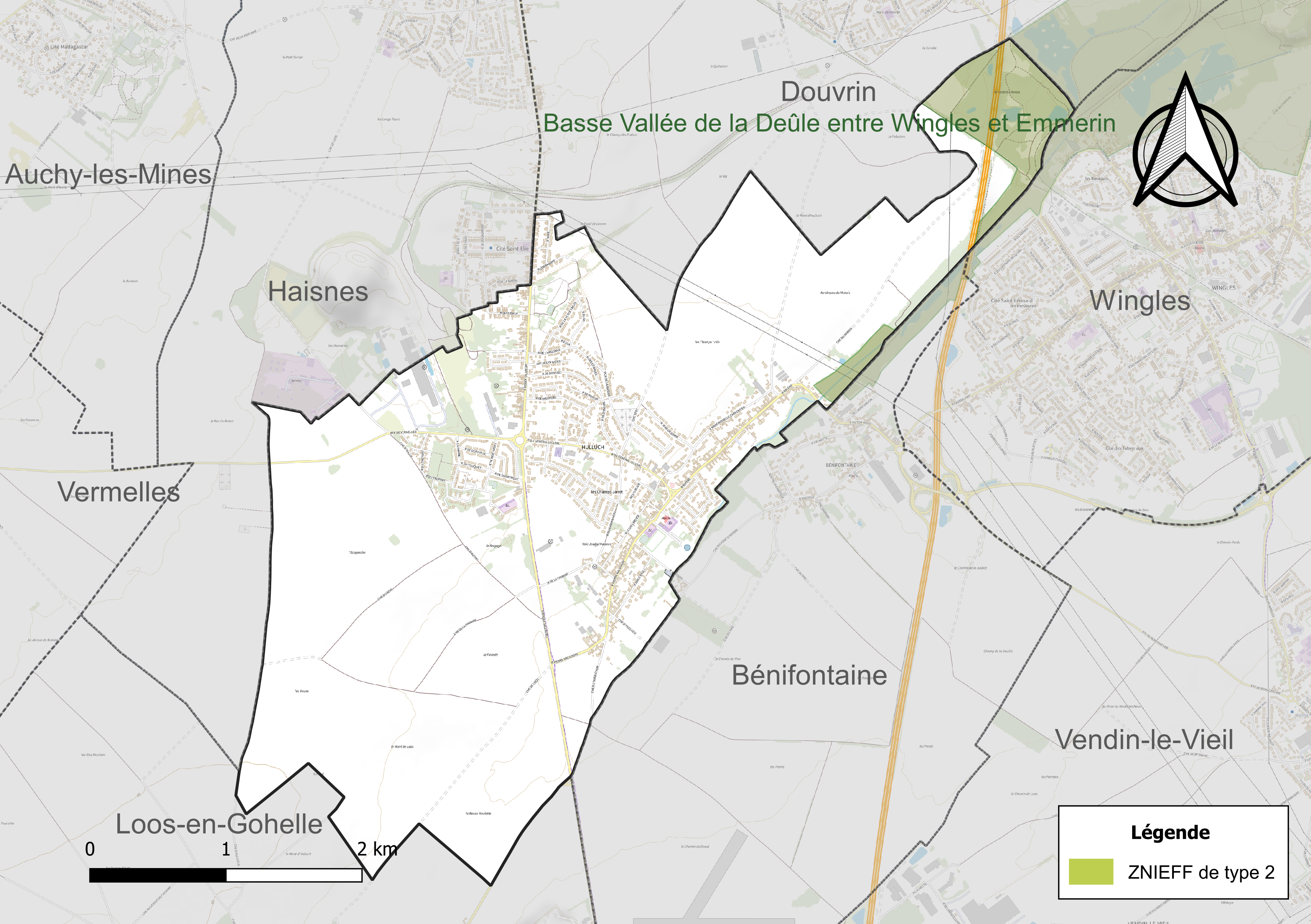
Carte de la ZNIEFF de type 2 sur la commune.

#### Espèces faunistiques et floristiques
L’Inventaire national du patrimoine naturel (INPN) recense plusieurs espèces faunistiques et floristiques sur le territoire de la commune dont certaines sont protégées et d’autres menacées et quasi-menacées.

## Urbanisme

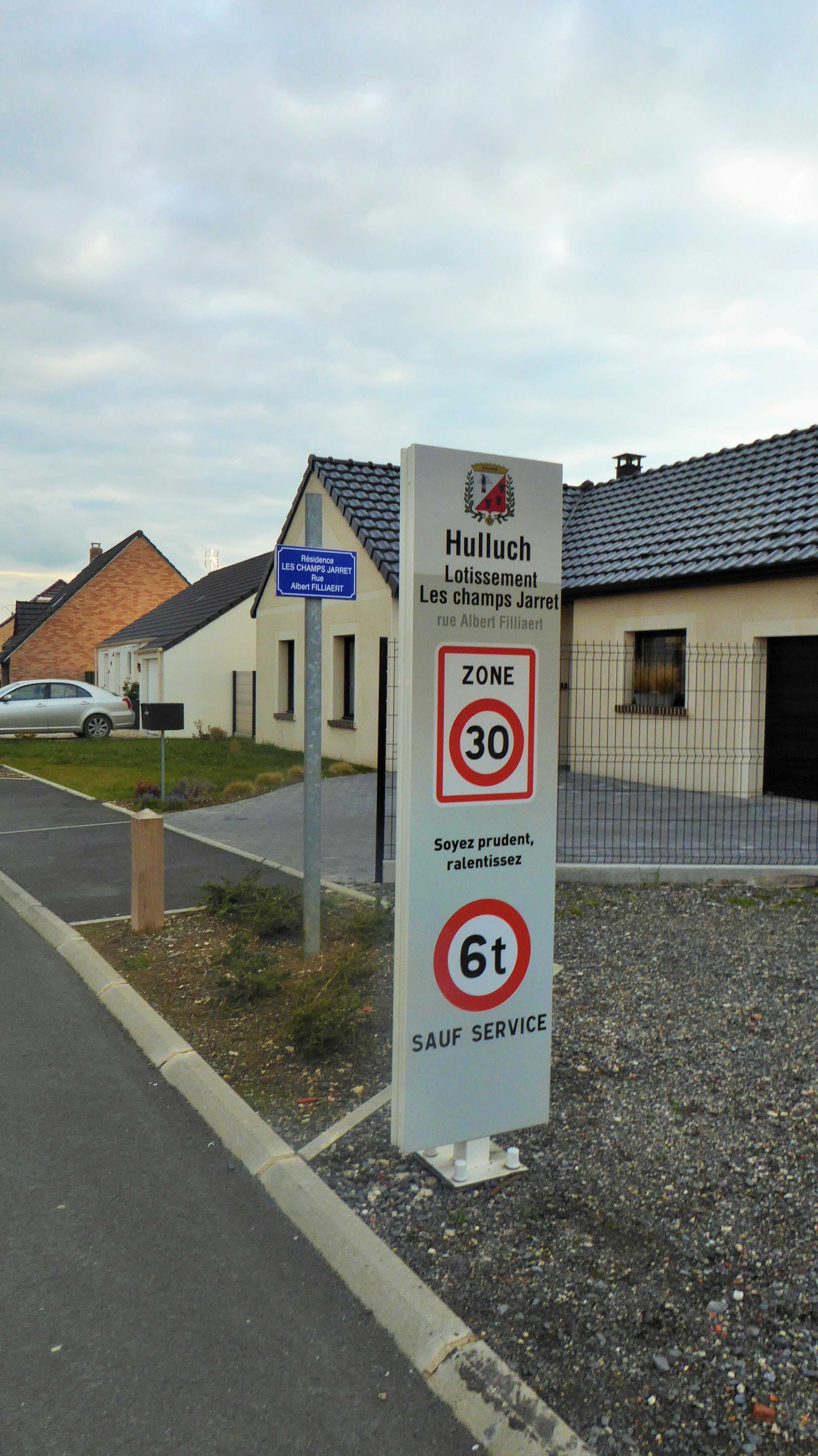
Le lotissement « les champs Jarret »

### Typologie
Au 1er janvier 2024, Hulluch est catégorisée ceinture urbaine, selon la nouvelle grille communale de densité à sept niveaux définie par l'Insee en 2022.
Elle appartient à l'unité urbaine de Béthune, une agglomération inter-départementale regroupant 94  communes, dont elle est une commune de la banlieue,,. Par ailleurs la commune fait partie de l'aire d'attraction de Lens - Liévin, dont elle est une commune de la couronne,. Cette aire, qui regroupe 50 communes, est catégorisée dans les aires de 200 000 à moins de 700 000 habitants,.

### Occupation des sols
L'occupation des sols de la commune, telle qu'elle ressort de la base de données européenne d’occupation biophysique des sols Corine Land Cover (CLC), est marquée par l'importance des territoires agricoles (69,7 % en 2018), en diminution par rapport à 1990 (72,2 %). La répartition détaillée en 2018 est la suivante : 
terres arables (68,1 %), zones urbanisées (23,5 %), forêts (5,1 %), mines, décharges et chantiers (1,7 %), prairies (1,6 %). L'évolution de l’occupation des sols de la commune et de ses infrastructures peut être observée sur les différentes représentations cartographiques du territoire : la carte de Cassini (XVIIIe siècle), la carte d'état-major (1820-1866) et les cartes ou photos aériennes de l'IGN pour la période actuelle (1950 à aujourd'hui).

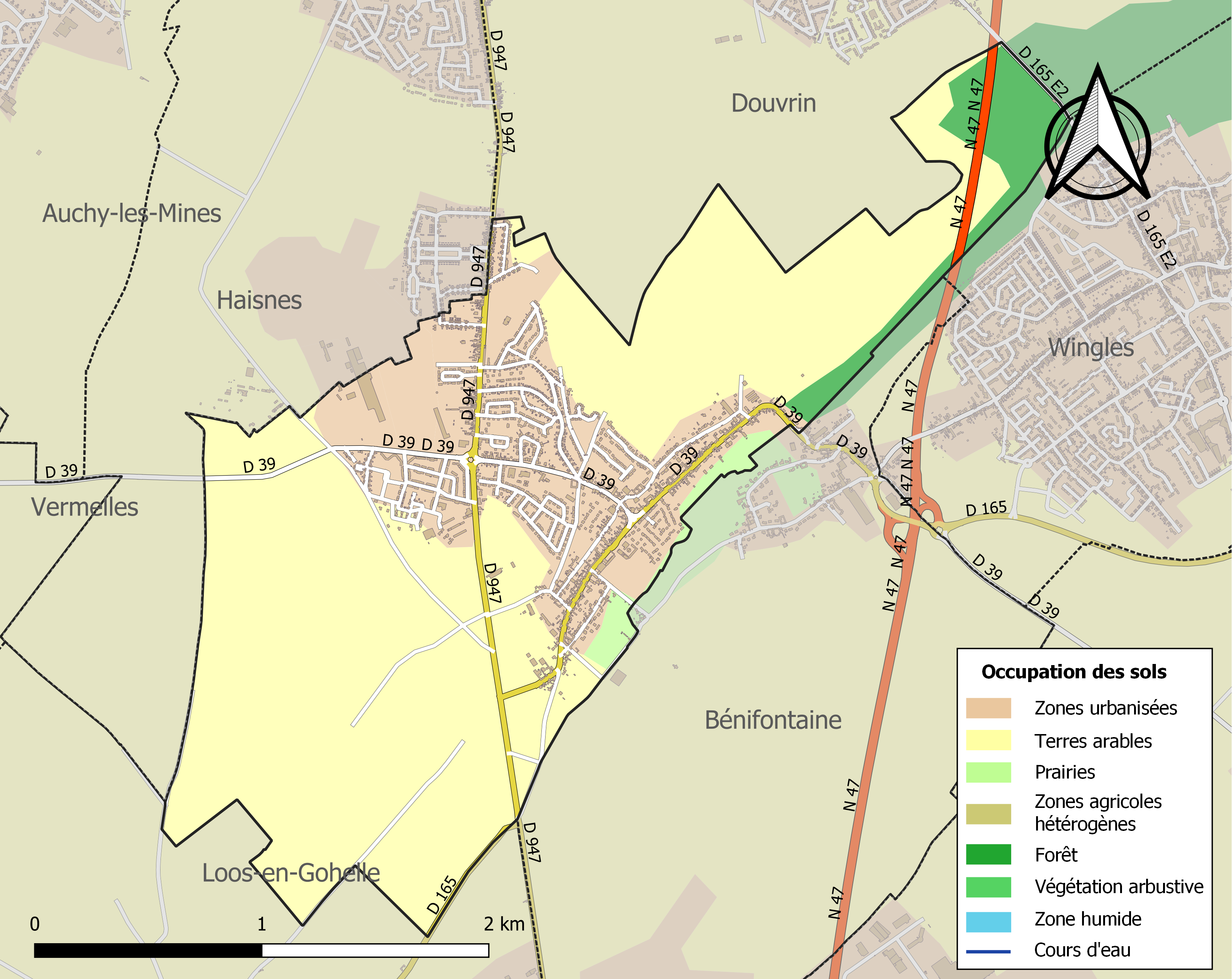
Carte des infrastructures et de l'occupation des sols de la commune en 2018 (CLC).

### Morphologie urbaine
Le village était autrefois divisé entre les cités minières (fosse 13…) près de Haisnes et une partie plus agricole près de Bénifontaine. La séparation demeure aujourd'hui dans les esprits on parle couramment du "bas d'Hulluch" et du "haut d'Hulluch".

### Logement
En 2019, le nombre total de logements dans la commune était de 1 462, alors qu'il était de 1 298 en 2014 et de 1 251 en 2009.
Parmi ces logements, 95,6 % étaient des résidences principales, 0,3 % des résidences secondaires et 4,2 % des logements vacants. Ces logements étaient pour 93,7 % d'entre eux des maisons individuelles et pour 6 % des appartements.
Le tableau ci-dessous présente la typologie des logements à Hulluch en 2019 en comparaison avec celle du Pas-de-Calais et de la France entière. Une caractéristique marquante du parc de logements est ainsi une proportion de résidences secondaires et logements occasionnels (0,3 %) inférieure à celle du département (6,4 %) mais supérieure à celle de la France entière (9,7 %). Concernant le statut d'occupation de ces logements, 54,7 % des habitants de la commune sont propriétaires de leur logement (54,4 % en 2014), contre 57,8 % pour le Pas-de-Calais et 57,5 pour la France entière.
| Typologie                                               | Hulluch | Pas-de-Calais | France entière |
| ------------------------------------------------------- | ------- | ------------- | -------------- |
| Résidences principales (en %)                           | 95,6    | 85,9          | 82,1           |
| Résidences secondaires et logements occasionnels (en %) | 0,3     | 6,4           | 9,7            |
| Logements vacants (en %)                                | 4,2     | 7,7           | 8,2            |

### Voies de communication et transports
Le bourg d'Hulluch est situé sur le tracé initial de la RN 47, désormais dénommée RD 947, et dont la déviation contourne la commune.

## Toponymie
D'après Daniel Haigneré, ecclésiastique et historien spécialiste du Pas-de-Calais, la localité est citée pour la première fois en 1070 dans une charte d’Eustache, comte de Boulogne. Il est attesté sous les formes Huluce en 1070, Huluz en 1098, Hulut en 1180, Huluc en 1304 et Huluch  en 1388. Il s’appelle et s’écrit Hulluch depuis le XVe siècle.
Et d'après le « dictionnaire topographique de la France », le nom de la localité est attesté sous les formes Huluz en 1098 ; Hulut en 1098 ; Huluce en 1154 ; Huluch en 1210 ; Huluc en 1239 ; Huluych au XIIIe siècle ; Huluche vers 1250 ; Hulus en 1317 ; Hucluc au XIIIe siècle ; Hulluch en 1399 ; Hulluc en 1586 ; Huleu en 1598 ; Ulut en 1708 ; Hulluk en 1766 ; Hulluch en 1793 ; Hulluc et Hulluch depuis 1801.
Le nom d'Hulluch pourrait venir, comme Hurlus, d'un nom propre germanique, Ursus et du latin lūcus, « forêt sacrée ».

## Histoire

### Moyen Âge
Pendant les XIe siècle et XIIe siècle, le village est exposé à toutes les déprédations et à l’épouvante par les passages des armées françaises et flamandes. En 1303 et 1304 les Flamands pillent et livrent aux flammes le château d’Hulluch, le village et ses moissons.
La seigneurie d'Hulluch est l'une des douze pairies de la châtellenie de Lens. Le seigneur du lieu fait construire un château fort à simple donjon et dépendances, entouré de palissades et de fossés. Vers l’an 1300, il est ceint de murailles, créneaux, tours et possède un pont-levis.
Aux XIVe siècle et XVe siècle, il endure les dévastations des Flamands et des bandes armées qui jetaient partout l’épouvante.
Au XVIe siècle, Hulluch subit l’occupation des armées espagnoles et françaises et fut complètement dévasté en 1647.
Le nom de certains possesseurs de la seigneurie d'Hulluch nous est parvenu : 
- 1229 : Vitasse d’Hulluch (armes : écartelé d'or et de gueules)
- 1252 : Jean I d’Hulluch
- 1302 : Jean II, chevalier sire d’Hulluch
- 1357 : Hugues de Villers
- 1386 : N de Wazières, épouse de noble homme de la Hamaide
- 1414 : Jean de la Hamaide, chevalier, fils des précédents (d'or, à trois fasces alaisées de gueules ; d'argent, à trois fasces alaisées de gueules )
- 1416 : Ernoul de la Hamaide, frère du précédent, marié à Isabelle d’Enghien
- 1427 : Jacques de la Hamaide, fils du précédent, seigneur de Rebais, de Willems et de Renaix, conseiller et chambellan du duc de Bourgogne. Il vend sa terre d’Hulluch à Laurent Cuignart
- 1497 : Robert d’Hulluch, écuyer
- 1538 : Jean de Hulluch, marié à Isabelle de Melun
- 1547 : Frédéric  d’Hulluch, fils des précédents.
- 1581 : Antoine de Bassecourt
- 1600 : Marie d’Hulluch, mariée à Antoine Le Mercier, seigneur de Noureuil.
- 1613 : François Le Mercier, fils des précédents, chevalier, marié à Anne de Bourgogne
- Jean Le Mercier, fils des précédents, chevalier, marié à Anne de Béthencourt
- Charles Joseph Le Mercier, fils des précédents, marié à Anne-Marie Le Clément de Saint-Marc.
- 1668 : Marie-Madeleine-Françoise Le Mercier, mariée à Charles-Joseph de Briois.
- 1722 : Robert-Hyacinthe-Joseph Le Mercier, fils des précédents
- 1759 : Antoine-Dominique-Hyacinthe de Briois
- 1780 : Marie-Hippolyte-Barthélémy-Joseph baron de Vitry, époux de Marie-Josèphe de Briois.

### Temps modernes

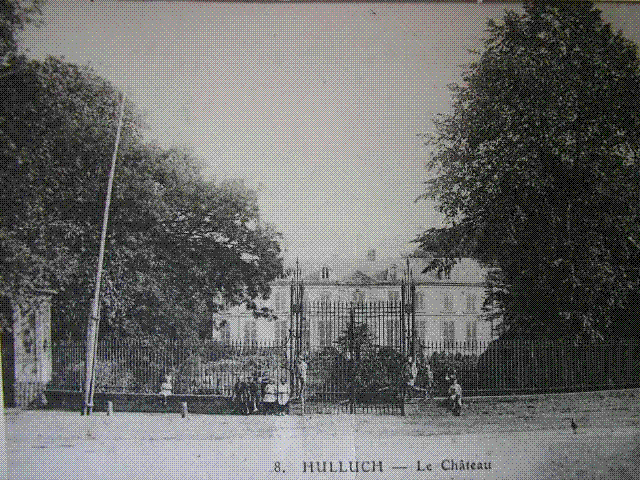
Dernier château vers 1900.

En 1586 le domaine d’Hulluch comprenait un château avec basse-cour, prés, bois, eaux, pêcherie, 160 mencaudées (une mencaudée faisant 35 à 46 ares), dont 112 en culture et le reste en riez, de plus le tiers d’un marais indivis entre le seigneur de ce village et ceux de Douvrin et de Berclau. Il comportait encore un moulin à vent, où les sujets du seigneurs faisaient moudre leur blé, un four banal où ils cuisaient leur pain moyennant une rente annuelle d’un chapon par ménage, deux moulins à guède et diverses rentes seigneuriales. La seigneurie avait 59 hommes de fief dont 13 habitaient Hulluch, p. 342.
Le blason des seigneurs d'Hulluch porte : "écartelé de gueules et d'or".
On suppose que c'est à sa place de ce château fort qu'a été construit, sous Louis XIV, le château du baron de Bertoult, richement décoré et entouré d'un beau parc. Dynamité par les Allemands dès le début de la Première Guerre mondiale, une cité résidentielle l'a remplacé, appelée Clos du château afin d'en perpétuer le souvenir.

#### XVIIIesiècle
Un plan des marais communaux d'Hulluch a été dressé par Lenglet en 1765, et archivé aux archives départementales en 1894.
À la veille de 1789, la seigneurie d'Hulluch est détenue par Pierre Dominique de Briois, époux de Marie Françoise Josèphe Le Vasseur de Bambecque.
À la Révolution française, à la suite de l'abolition des privilèges, les poissons et le gibier des marais sont exploités par tous.

#### Circonscriptions d'Ancien Régime
« Hulluch, en 1789, faisait partie du bailliage de Lens et suivait la coutume d'Artois. Son église paroissiale, diocèse d'Arras, doyenné de Lens, était consacrée à saint Laurent; l'abbé de Saint-Vaast présentait à la cure ».

### Époque contemporaine

#### Cité minière
Hulluch fait partie de l'ancien bassin minier du Nord-Pas-de-Calais.
Le forage de la fosse 13 a débuté en 1906 à Hulluch. Devenue un puits de service pour la fosse 18, qui a ouvert en 1954, elle ferma en même temps que celle-ci en 1976 et le chevalet de la 13 fut détruit en 1983. En ce qui concerne la fosse 18, elle a  cessé d'être exploitée en 1976 et ses puits ont été remblayés en 1978. Il y subsiste quelques bâtiments, le château d’eau et une reproduction du chevalet.
Le jeudi 21 juin 1962, dans la fosse 13 vers  20 heures, le toit de la mine cède brutalement dans la petite veine « Elisa » de 17 m de long. Six mineurs de 23 à 28 ans y sont tués,.
Les pompages miniers et les drainages en surface font baisser le niveau des zones humides[réf. nécessaire]. Le schiste du terril est utilisé depuis 1960 pour fabriquer des briques, et disparaît progressivement.

#### Première Guerre mondiale

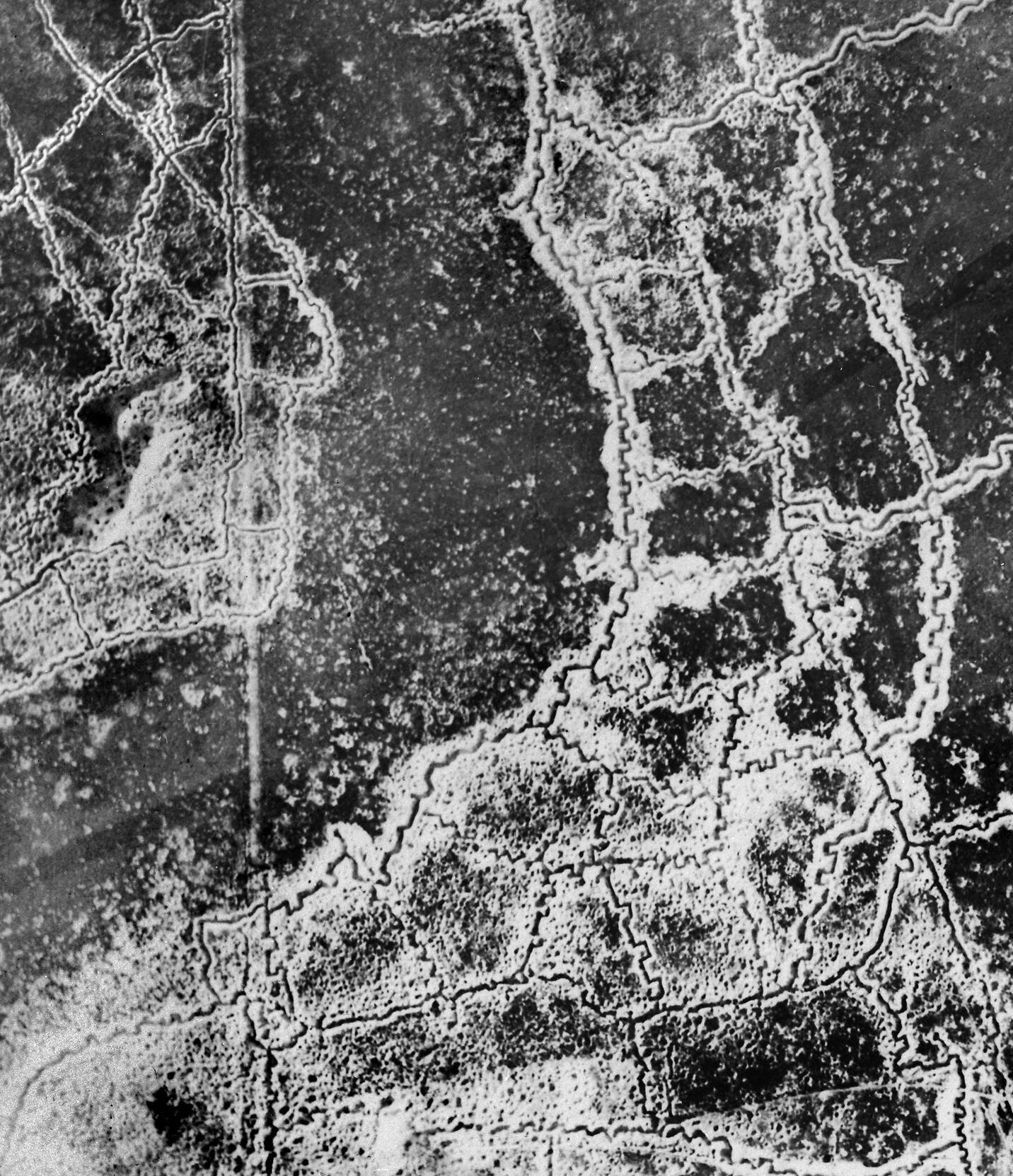
Ligne de tranchées et no man's land, entre Loos et Hulluch, photographiés d'avion à 7 h 15 le matin du 22 juillet 1917. Les tranchées allemandes sont à droite et en bas de la photo. Les tranchées anglaises sont en haut à gauche. La verticale qui traverse la photo est ce qui reste d'une route.

La commune a subi les violents combats de la Première Guerre mondiale. La Bataille d’Hulluch du 27 au 29 avril 1916 fut  trois jours d’horreur qui ont coûté la vie à des centaines de Britanniques, Irlandais et Ecossais pour la plupart, et certainement autant côté allemand.
À la fin de la guerre, la commune est classée en zone rouge —  dont les séquelles persistent avec la découverte périodique de munitions non explosées — et est décoré de la Croix de guerre 1914-1918 le 25 septembre 1920, distinction également attribuée à 276 autres communes du Pas-de-Calais,. Le village est considéré comme détruit.

## Politique et administration

### Découpage territorial
La commune se trouve dans l'arrondissement de Lens du département du Pas-de-Calais.

### Commune et Intercommunalités
Hulluch est membre de la communauté d'agglomération de Lens-Liévin, un établissement public de coopération intercommunale (EPCI) à fiscalité propre créé en 2000 et auquel la commune avait transféré un certain nombre de ses compétences, dans les conditions déterminées par le code général des collectivités territoriales.
Cette intercommunalité succède au  district de l’agglomération de Lens-Liévin, né en 1968. Cette communauté d'agglomération de Lens-Liévin regroupe 36 communes et totalise 242 587 habitants en 2021.

#### Circonscriptions administratives
LA commune faisait partie de 1801 à 1904 du canton de Lens, année où elle intègre le canton de Lens-Est. En 1962, elle est rattachée au canton de Lens-Nord-Ouest puis, en 1984, au canton de Wingles. Dans le cadre du redécoupage cantonal de 2014 en France, cette circonscription administrative territoriale a disparu, et le canton n'est plus qu'une circonscription électorale.
Pour les élections départementales, la commune est membre depuis 2014 d'un nouveau canton de Wingles.

#### Circonscriptions électorales
Pour l'élection des députés, la commune fait partie de la douzième circonscription du Pas-de-Calais.

### Élections municipales et communautaires

#### Liste des maires
| Période                                  | Période                    | Identité          | Étiquette | Qualité |
| ---------------------------------------- | -------------------------- | ----------------- | --------- | --- |
| Les données manquantes sont à compléter. |                            |                   |           | |
| mars 1965                                | 2007                       | François Desliers | PS        | Médecin généraliste |
| février 2007                             | En cours (au 14 juin 2022) | André Kuchcinski  | PS        | Professeur d’éco-gestion retraité Vice-président du Communaupole de Lens-Liévin (2014 → ) Président du SIZIAF (2020 → ) Conseiller départemental de Wingles (2021 → ) Réélu pour le mandat 2014-2020 Réélu pour le mandat 2020-2026, |

### Instances de démocratie participative
La commune s'est dotée depuis 2009 d'un conseil municipal des jeunes.

### Jumelages
La ville de Hulluch est jumelée avec le 41e régiment de transmissions qui était basé à Douai[réf. nécessaire].
Elle est jumelée avec la ville d’Inverness en Écosse qui a donné son nom à la place de la mairie nommée place d’Inverness.
| Ville | Ville     | Pays | Pays        |
| ----- | --------- | ---- | ----------- |
|       | Inverness |      | Royaume-Uni |

## Équipements et services publics

### Santé
La commune s'est dotée en 2019 d'un centre de santé géré par Filieris afin de lutter contre la désertification médicale, situé provisoirement dans l'ancien presbytère, près de la salle Carlier, avant d'intégrer ses locaux définitifs rue Salengro vers 2021,.

### Équipements sportifs
La commune met en service au printemps 2019 la salle multisport du quartier des Mouettes, complexe de 1 800 m2 environ avec une salle de gymnastique spécifique de 361 m2 et une salle multisport de 650 m2 dimensionnée et marquée au sol pour la pratique du basket-ball, du badminton et du volley-bal.

## Population et société

### Démographie
Les habitants sont appelés les Hulluchois.

#### Évolution démographique
L'évolution du nombre d'habitants est connue à travers les recensements de la population effectués dans la commune depuis 1793. Pour les communes de moins de 10 000 habitants, une enquête de recensement portant sur toute la population est réalisée tous les cinq ans, les populations de référence des années intermédiaires étant quant à elles estimées par interpolation ou extrapolation. Pour la commune, le premier recensement exhaustif entrant dans le cadre du nouveau dispositif a été réalisé en 2005.

En 2022, la commune comptait 3 377 habitants, en évolution de −1,52 % par rapport à 2016 (Pas-de-Calais : −0,72 %, France hors Mayotte : +2,11 %).
| 1793 | 1800 | 1806 | 1821 | 1831 | 1836 | 1841 | 1846 | 1851 |
| ---- | ---- | ---- | ---- | ---- | ---- | ---- | ---- | ---- |
| 506  | 506  | 499  | 527  | 548  | 533  | 530  | 538  | 515  |

| 1856 | 1861 | 1866 | 1872 | 1876 | 1881 | 1886 | 1891 | 1896 |
| ---- | ---- | ---- | ---- | ---- | ---- | ---- | ---- | ---- |
| 544  | 573  | 583  | 551  | 562  | 559  | 569  | 587  | 608  |

| 1901 | 1906 | 1911  | 1921 | 1926 | 1931  | 1936  | 1946  | 1954  |
| ---- | ---- | ----- | ---- | ---- | ----- | ----- | ----- | ----- |
| 636  | 727  | 1 159 | 516  | 945  | 1 203 | 1 606 | 1 850 | 2 238 |

| 1962  | 1968  | 1975  | 1982  | 1990  | 1999  | 2005  | 2006  | 2010  |
| ----- | ----- | ----- | ----- | ----- | ----- | ----- | ----- | ----- |
| 3 837 | 3 995 | 3 828 | 3 160 | 3 005 | 2 971 | 3 119 | 3 136 | 3 088 |

| 2015  | 2020  | 2022  | - | - | - | - | - | - |
| ----- | ----- | ----- | - | - | - | - | - | - |
| 3 424 | 3 380 | 3 377 | - | - | - | - | - | - |

#### Pyramide des âges
En 2018, le taux de personnes d'un âge inférieur à 30 ans s'élève à 36,4 %, soit en dessous de la moyenne départementale (36,7 %). De même, le taux de personnes d'âge supérieur à 60 ans est de 23,3 % la même année, alors qu'il est de 24,9 % au niveau départemental.
En 2018, la commune comptait 1 672 hommes pour 1 757 femmes, soit un taux de 51,24 % de femmes, légèrement inférieur au taux départemental (51,50 %).
Les pyramides des âges de la commune et du département s'établissent comme suit.
| Hommes | Classe d’âge | Femmes |
| ------ | ------------ | ------ |
| 0,2    | 90 ou +      | 1,5    |
| 4,5    | 75-89 ans    | 7,8    |
| 16,0   | 60-74 ans    | 16,5   |
| 20,5   | 45-59 ans    | 20,0   |
| 19,5   | 30-44 ans    | 20,7   |
| 18,7   | 15-29 ans    | 14,9   |
| 20,6   | 0-14 ans     | 18,6   |

| Hommes | Classe d’âge | Femmes |
| ------ | ------------ | ------ |
| 0,5    | 90 ou +      | 1,6    |
| 5,6    | 75-89 ans    | 8,9    |
| 16,7   | 60-74 ans    | 18,1   |
| 20,2   | 45-59 ans    | 19,2   |
| 18,9   | 30-44 ans    | 18,1   |
| 18,2   | 15-29 ans    | 16,2   |
| 19,9   | 0-14 ans     | 17,9   |

## Culture locale et patrimoine

### Lieux et monuments

#### Patrimoine mondial

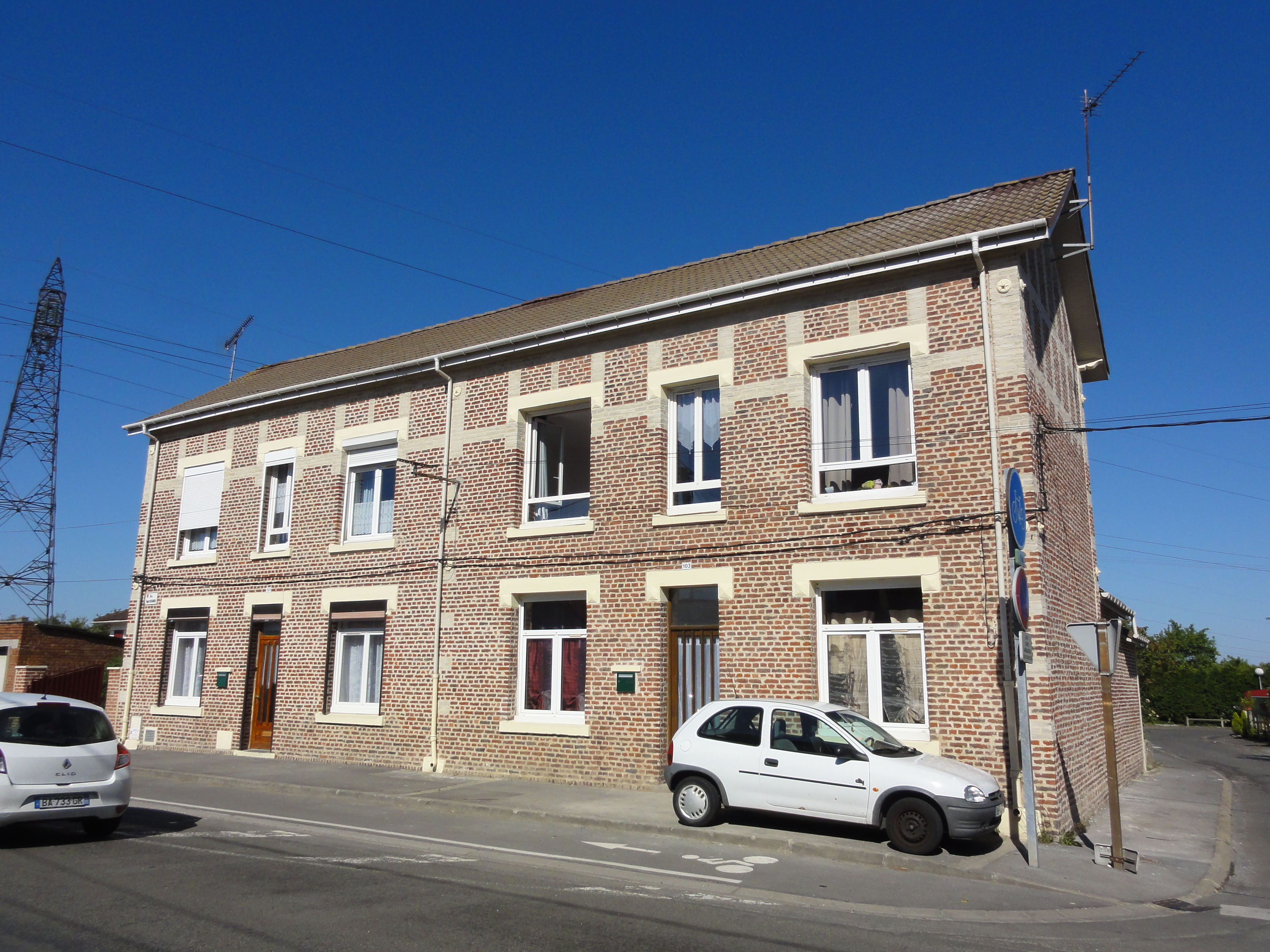
La cité Saint-Élie.

Depuis le 30 juin 2012, la valeur universelle et historique du bassin minier du Nord-Pas-de-Calais est reconnue et inscrite sur la liste du patrimoine mondial de l’UNESCO. Parmi les 353 sites, répartis sur 109 lieux inclus dans le périmètre du bassin minier, le site no 63 d'Hulluch formé par la cité pavillonnaire Saint-Élie, liée à l'exploitation de la fosse no 13 des mines de Lens,.

#### Autres lieux et monuments

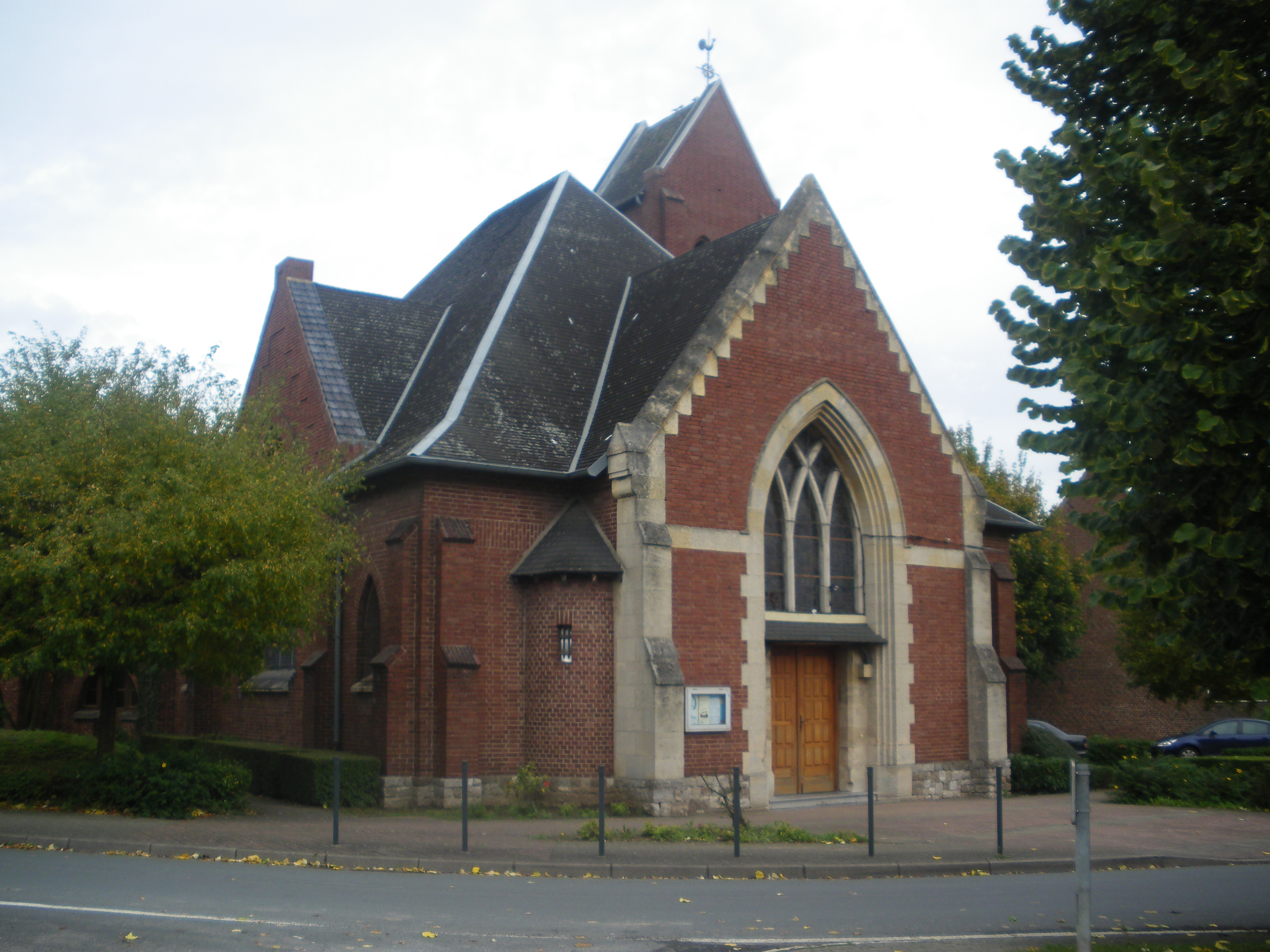
L'église Saint-Laurent.

- Hulluch a beaucoup souffert des deux guerres mondiales et compte peu de monuments anciens. On peut y trouver quelques vieux bâtiments représentatifs du style de la région, avec des briques et des tuiles d'argile et des toits pentus. Ce sont des fermes ou des corons ayant échappé aux destructions. Quelques blockhaus subsistent dans certains jardins, vestiges de la Première Guerre mondiale.
- L'église Saint-Laurent.
- Le monument aux morts[60].

### Personnalités liées à la commune
- Valentin Charles Hubert Malet de Coupigny (1771-1844), homme politique français né à Hulluch.

### Héraldique
| Blason de Hulluch | Blason  | Taillé : au 1er d'argent à la lampe de mineur de sable allumée de gueules, brochant sur un terril de sable ombré du champ, au 2e de gueules à trois gerbes de blé d'or ordonnées en orle. Ornements extérieursCroix de guerre 1914-1918 |
| Blason de Hulluch | Détails | Le statut officiel du blason reste à déterminer. |

En 2021, la commune se dote d’un nouveau logo beaucoup plus moderne tout en conservant le blason.

## Pour approfondir